# Linha 5 do Metrô da Cidade do México
A Linha 5: Pantitlán ↔ Politécnico é uma das linhas em operação do Metrô da Cidade do México, inaugurada no dia 19 de dezembro de 1981. Estende-se por cerca de 15,675 km, dos quais 14,435 km são usados para serviço e o restante para manobras. A cor distintiva da linha é o amarelo.
Possui um total de 13 estações em operação, das quais 4 são subterrâneas e 9 são superficiais. As estações Consulado, Instituto del Petróleo, La Raza, Oceanía e Pantitlán possibilitam integração com outras linhas do Metrô da Cidade do México.
A linha, operada pelo Sistema de Transporte Colectivo, possui o terceiro menor tráfego do sistema, tendo registrado um movimento de 84.752.993 passageiros em 2016. Atende as seguintes demarcações territoriais da Cidade do México: Cuauhtémoc, Gustavo A. Madero, Iztacalco e Venustiano Carranza.

## Trechos
A Linha 5, ao longo dos anos, foi sendo ampliada a medida que novos trechos eram entregues. A tabela abaixo lista cada trecho construído, junto com sua data de inauguração, sua extensão, o número de estações inauguradas, a extensão acumulada da linha e o número de estações acumulado:
| Trecho                | Inauguração            | Extensão entregue | N.º de estações entregue | Extensão acumulada | N.º de estações acumulado |
| --------------------- | ---------------------- | ----------------- | ------------------------ | ------------------ | ------------------------- |
| Pantitlán ↔ Consulado | 19 de dezembro de 1981 | 9,154 km          | 7                        | 9,154 km           | 7                         |
| Consulado ↔ La Raza   | 1º de julho de 1982    | 3,088 km          | 3                        | 12,242 km          | 10                        |
| La Raza ↔ Politécnico | 30 de agosto de 1982   | 3,433 km          | 3                        | 15,675 km          | 13                        |

## Estações
| Nome                   | Inauguração            | Demarcação territorial                  | Integração | Posição     | Latitude      | Longitude     |
| ---------------------- | ---------------------- | --------------------------------------- | ---------- | ----------- | ------------- | ------------- |
| Pantitlán              | 19 de dezembro de 1981 | Iztacalco / Venustiano Carranza         |            | Superfície  | 19° 24' 55" N | 99° 04' 20" O |
| Hangares               | 19 de dezembro de 1981 | Venustiano Carranza                     | -          | Subterrânea | 19° 25' 27" N | 99° 05' 15" O |
| Terminal Aérea         | 19 de dezembro de 1981 | Venustiano Carranza                     | -          | Subterrânea | 19° 26' 01" N | 99° 05' 16" O |
| Oceanía                | 19 de dezembro de 1981 | Gustavo A. Madero / Venustiano Carranza |            | Superfície  | 19° 26' 44" N | 99° 05' 14" O |
| Aragón                 | 19 de dezembro de 1981 | Gustavo A. Madero / Venustiano Carranza | -          | Superfície  | 19° 27' 04" N | 99° 05' 45" O |
| Eduardo Molina         | 19 de dezembro de 1981 | Gustavo A. Madero / Venustiano Carranza | -          | Superfície  | 19° 27' 05" N | 99° 06' 20" O |
| Consulado              | 19 de dezembro de 1981 | Gustavo A. Madero / Venustiano Carranza |            | Superfície  | 19° 27' 28" N | 99° 06' 50" O |
| Valle Gómez            | 1º de julho de 1982    | Gustavo A. Madero / Venustiano Carranza | -          | Subterrânea | 19° 27' 31" N | 99° 07' 09" O |
| Misterios              | 1º de julho de 1982    | Cuauhtémoc / Gustavo A. Madero          | -          | Subterrânea | 19° 27' 48" N | 99° 07' 51" O |
| La Raza                | 1º de julho de 1982    | Gustavo A. Madero                       |            | Superfície  | 19° 28' 13" N | 99° 08' 13" O |
| Autobuses del Norte    | 30 de agosto de 1982   | Gustavo A. Madero                       | -          | Superfície  | 19° 28' 44" N | 99° 08' 26" O |
| Instituto del Petróleo | 30 de agosto de 1982   | Gustavo A. Madero                       |            | Superfície  | 19° 29' 22" N | 99° 08' 43" O |
| Politécnico            | 30 de agosto de 1982   | Gustavo A. Madero                       | -          | Superfície  | 19° 30' 03" N | 99° 08' 57" O |